# Río Paro
El Paro Chhu es un río del oeste de Bután. Es un afluente del  Wong Chhu, que se conoce como el Raidak en sus tramos inferiores.

## Curso
El Paro Chhu se eleva al sur del  Chomo Lhari (montaña de la Diosa). Sus aguas glaciares se sumergen torrencialmente a través de prados alpinos y profundos desfiladeros en el parque nacional Jigme Dorji, y descienden a un valle amplio, abierto y ondulado. Los bosques subalpinos y templados se encuentran a lo largo de su tramo medio y bajo. En sus arroyos nadan truchas, pasando entre campos de arroz verde y huertos de manzanos y duraznos.

## Paro

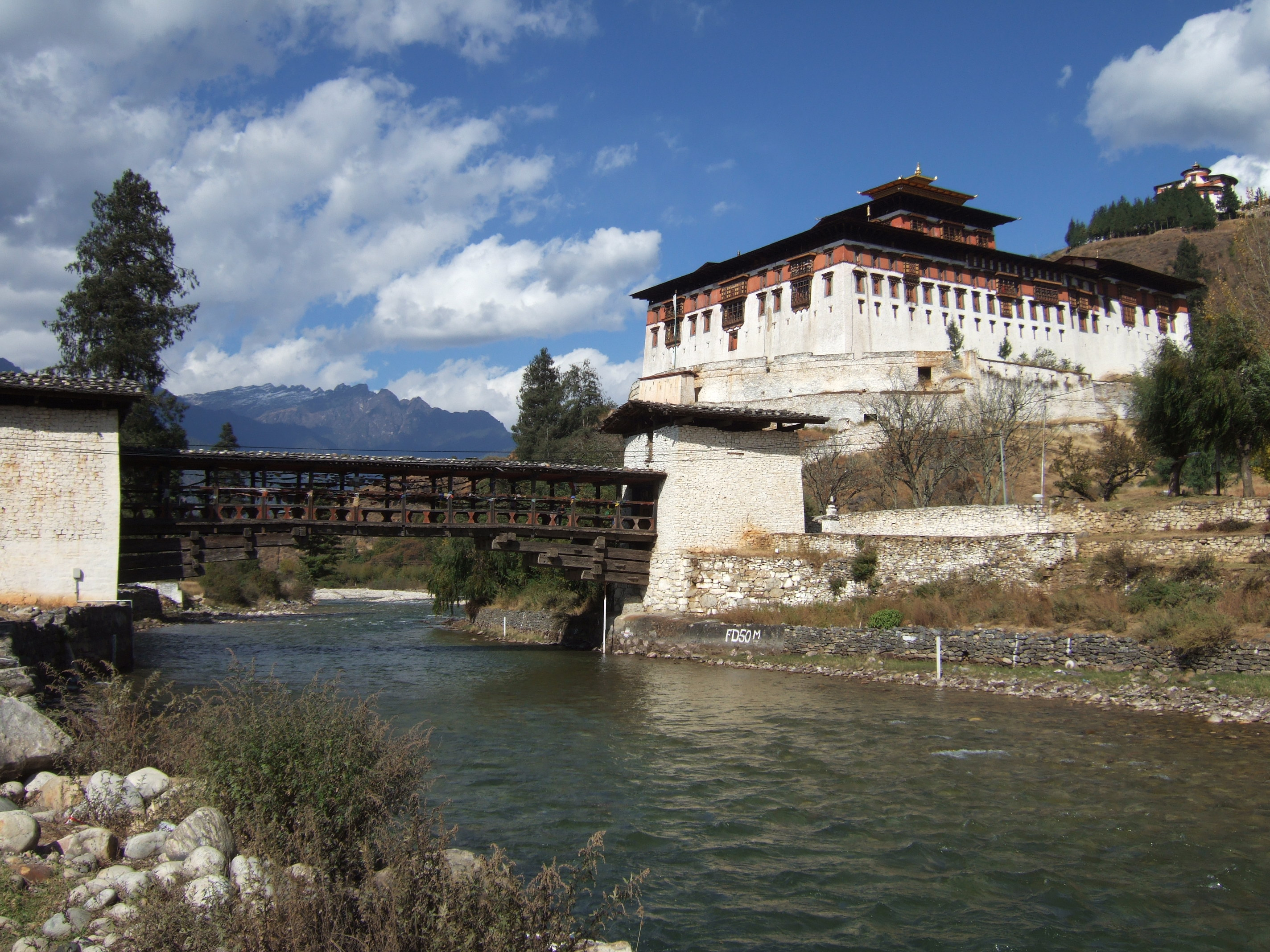
El Paro Chhu a su paso por el Paro Dzong

El Paro Chhu fluye a través del Valle de Paro, que alberga una de las ciudades principales de Bután, Paro, y varios monasterios importantes. Los dos más conocidos son Taktshang (Nido del tigre en Dzongkha) y Paro Dzong. Taktshang se aferra a una cornisa de un alto acantilado aproximadamente a 15 km al norte de Paro. Taktshang y Paro Dzong son dos de los mejores ejemplos de la arquitectura de Bután. Debajo del dzong, un puente cubierto de madera tradicional llamado Nyamai Zam cruza el Paro Chhu. El puente original fue arrastrado por una inundación en 1969 y el actual es una reconstrucción. Las versiones anteriores de este puente se eliminaron para proteger el dzong. Debajo de la ciudad de Paro, el río corre inmediatamente al oeste del único aeropuerto internacional de Bután.

## Chhuzom
Chhuzom (Chhu significa río y zom significa unirse) es el lugar donde se encuentran el Paro Chhu y el Wong Chhu. Para muchos butaneses tradicionales, esta confluencia se considera la unión de un río padre y madre. Paro Chhu representa al padre y a veces se le llama Pho Chhu, Wong Chu encarna a la madre. Debido a que las tradiciones butanesas consideran que tal convergencia de ríos es desfavorable, hay tres chörtens en el lugar para protegerse de los hechizos malignos en el área. Cada uno de ellos cuenta con un estilo diferente: butanés, tibetano y nepalí.